# Ruinette (masyw)
Ruinette – masyw w Alpach Pennińskich. Leży w Szwajcarii  w kantonie Valais. Od leżącego na południu głównego grzbietu Alp Pennińskich (masywów Mont Gelé i Mont Collon) oddziela go lodowiec Glacier d’Otemma. Na zachód od masywu Ruinette znajduje się dolina Val de Bagnes z jeziorem Lac de Mauvoisin, na wschód dolina Val d’Arolla, a na północ dolina Val d’Hérémence.  
Masyw ciągnie się prawie równoleżnikowo. Licząc od zachodu są tu szczyty La Ruinette (3875 m), Mont Blanc de Cheilon (3870 m), La Serpentine (3789 m) i Pigne d’Arolla (3796 m). Od tego ostatniego odchodzi na południe prawie równoległa grań ze szczytem Pointe d’Otemma (3409 m). 
Na północ od Ruinette znajdują się dwa równoległe, położone południkowo, masywy: zachodni Pleureur i wschodni Aiguilles Rouges d’Arolla. Ruinette graniczy z masywem Pleureur przez przełęcz Col de Cheilon (3237 m), a z masywem Aiguilles Rouges d’Arolla przez przełęcz Pas de Chévres (2855 m). 

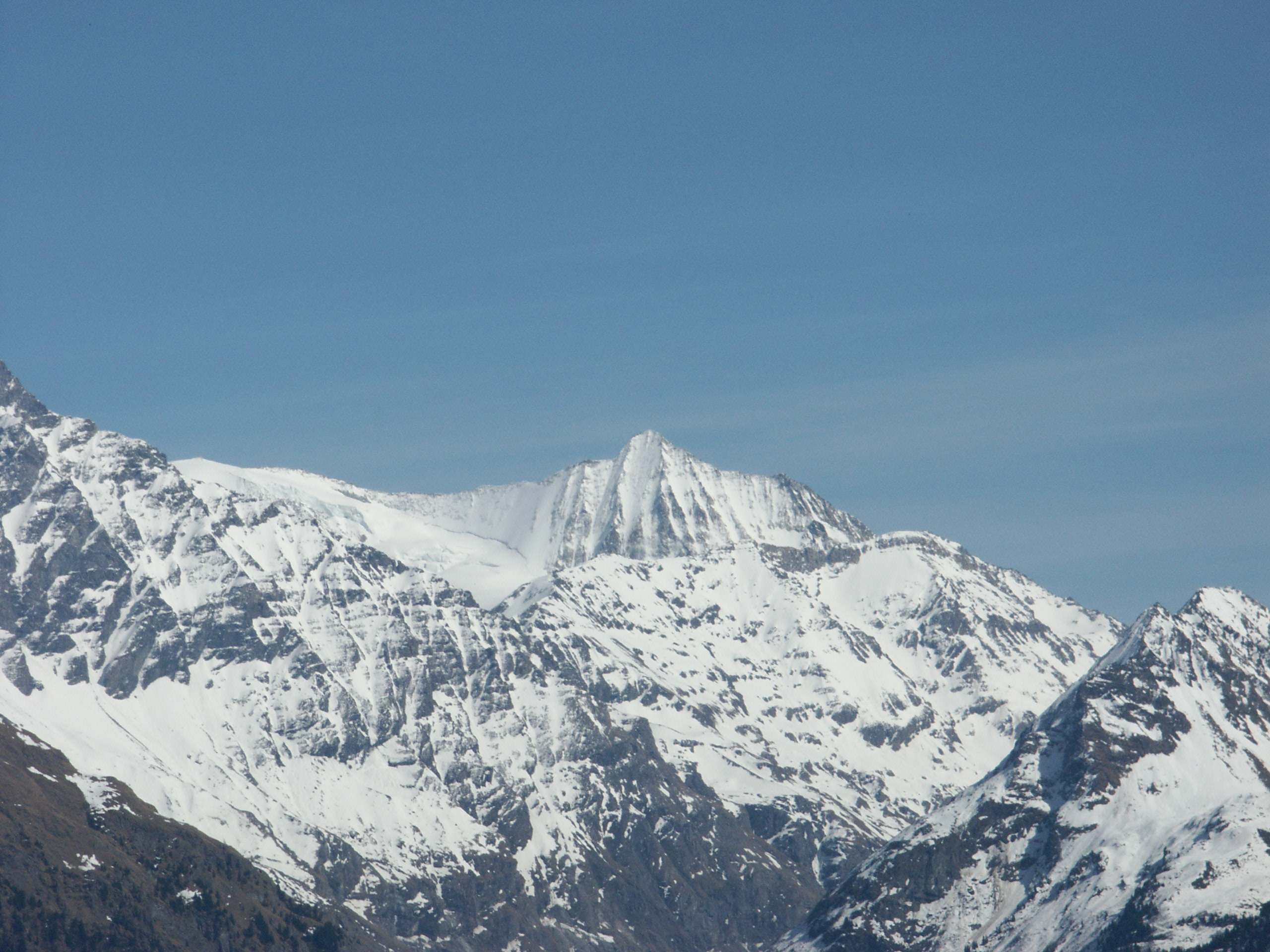
La Ruinette. Widok z przełęczy Col du Lein

Na zboczach masywu znajduje się wiele lodowców, m.in. Glacier de Giétroz, Glacier de Cheilon, Glacier de Tsijiore Nouve, Glacier de Piéce, Glacier du Brenay, Glacier de la Ruinette.